# Eliecer Jaureguízar

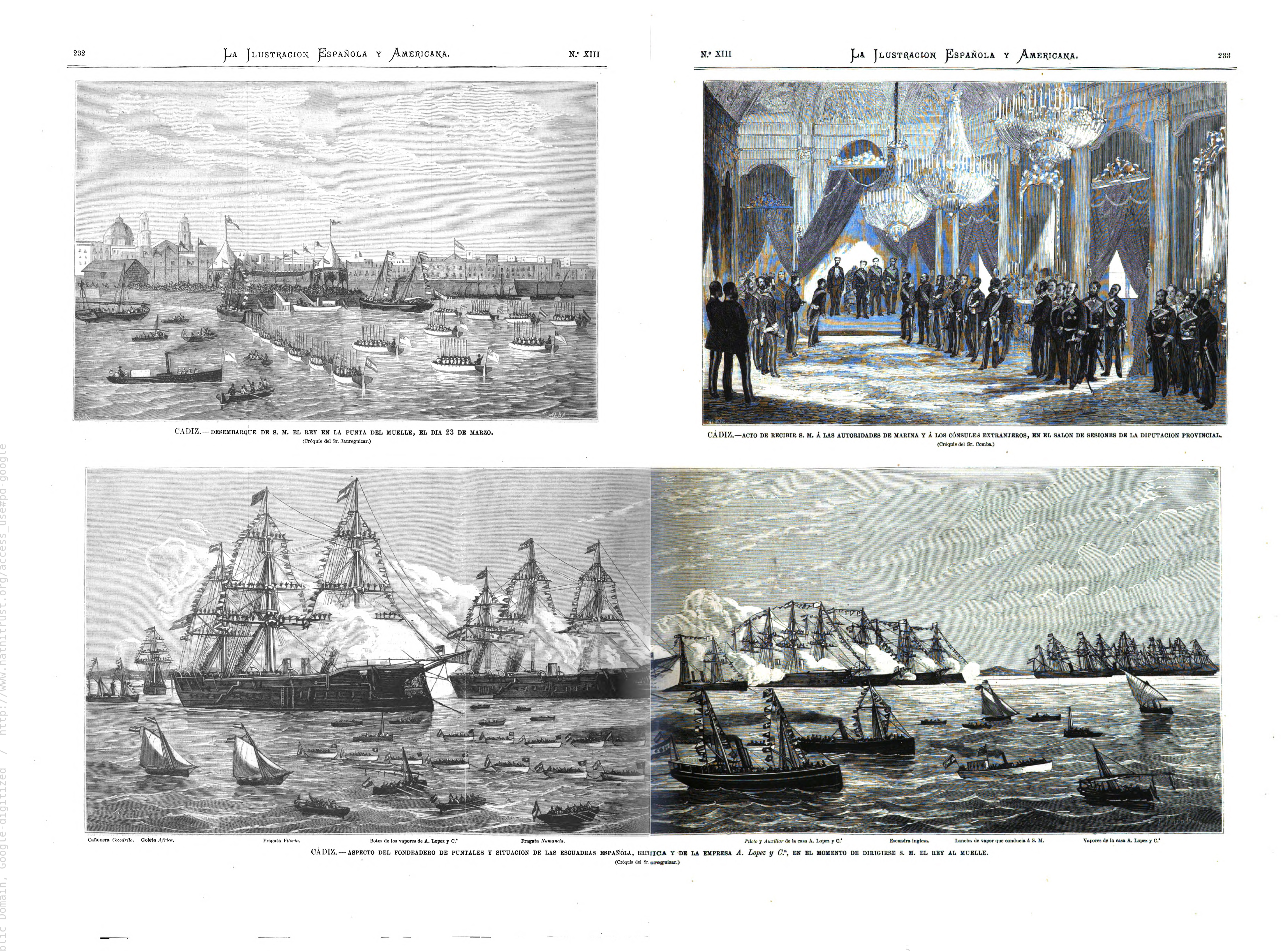
Ilustraciones hechas por el pintor Eliecer Jaureguízar en 1877

Eliecer Jaureguízar Cagigal (1856-1880) fue un pintor español.

## Biografía
Se ha datado su nacimiento en 1856. Pintor nacido en Santander, fue discípulo de la Escuela de Bellas Artes de Cádiz, en cuya Exposición pública de 1870 presentó sus primeros trabajos. En la Nacional de Bellas Artes de 1871 expuso la Muerte de Menacho. Fueron obras suyas un retrato del rey Alfonso XII, regalado al Ayuntamiento de Santander, un lienzo representando la escuadra de vapores de Antonio López, una marina que regaló en 1877 para la rifa a beneficio del malogrado pintor Padró, otro cuadro representando los naufragios en el Cantábrico de varias lanchas pescadoras en 1878 y un retrato del marqués de Comillas. Ossorio y Bernard le hace fallecido en septiembre de 1880.